# Kendō

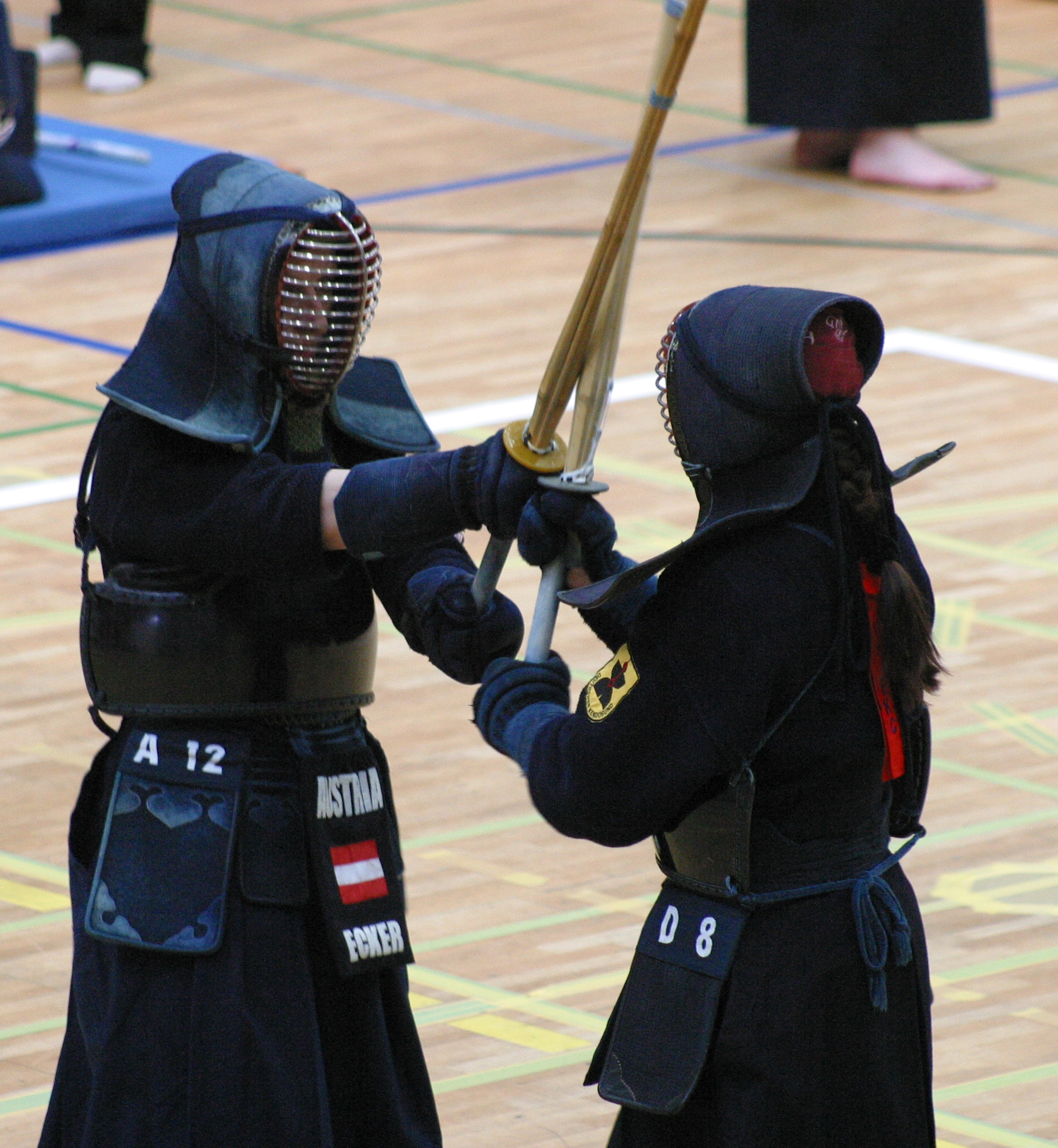
Kendō-Kämpfer

Kendō (japanisch 剣道, aus der On-Lesung ken von 剣 „Schwert“ und dō; japanische Aussprache /⁠kɛɴdoː⁠/) wörtlich „der Weg des Schwertes“, ist eine abgewandelte, moderne Art des ursprünglichen japanischen Schwertkampfs (Kenjutsu, d. h. Schwertkunst), wie ihn Samurai erlernten und lebten. Kendō als Weg verfolgt nicht nur die Techniken und Taktiken des Schwertkampfs, sondern auch die geistige Ausbildung des Menschen. Die Übenden sollen durch Kendō vor allem Charakterfestigkeit, Entschlossenheit und moralische Stärke erlangen.

## Geschichte

### Ursprung

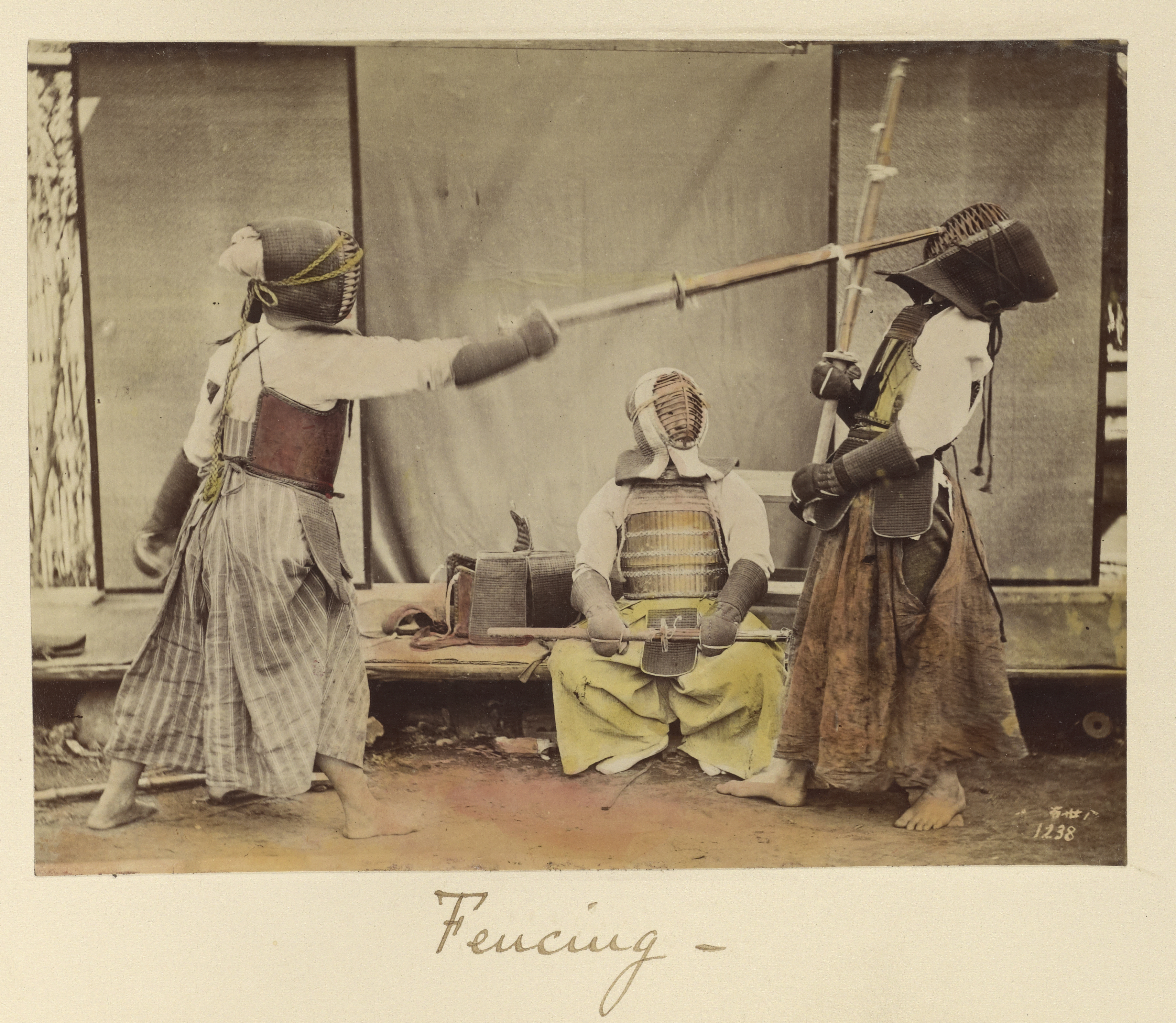
Kenjutsu Machidojo in Japan frühe Meiji-Periode – 明治時代 (1873)

Kendō war immer einem gewissen Wandel unterworfen. Das moderne Kendō, wie es heute betrieben wird, gibt es im Groben seit etwa Mitte des 19. Jahrhunderts. Manche Ursprünge sind weit älter und manche Änderungen sind noch relativ jung. Oft wird die Geschichte des Kendō mit der Geschichte des Schwertkampfs in Japan gleichgesetzt, was unter Berücksichtigung des Sprachgebrauchs des Worts Kendō in der japanischen Sprache nicht falsch ist. Im Folgenden wird nur auf die Entwicklung des modernen Kendō eingegangen.
Die Entwicklung wurde von verschiedenen historischen Schwertschulen beeinflusst. Es ist heute nicht mehr bis ins letzte Detail nachvollziehbar, welche Koryū-Kenjutsu Schulen an der Entwicklung beteiligt waren, aber ein paar Schlüsseleinflüsse sind heute allgemein anerkannt. Zu den bekanntesten zählen die Jikishinkage-ryū, Nakanishiha Ittō-ryū und die Hokushin Ittō-ryū. Diese drei Schulen trugen durch ihr Gekiken-Training (撃剣) (freies Duell-Training mit Shinai und Bōgu) am Ende der Edo-Periode stark zur Verbreitung dieses Freikampftrainings bei und schufen so die Grundlage auf der heute das moderne Kendō basiert.
- Der Begriff „Kendō“ wurde am Beginn des 18. Jahrhunderts eingeführt. Damit wurde impliziert, dass neben der eigentlichen Technik durch Kendō ein gewisser Lebensweg zu verfolgen ist. (Abe-Ryu)
- Einen der wesentlichen Einflüsse sagt man Naganuma Shirozaemon nach, der um 1715 eine Schutzausrüstung und das Shinai, welches zum Teil das Bokutō ablöste, erfunden haben soll. (Jiki-Shinkage-Ryu)[1]
- Nakanishi Chuta hat das durch seinen Lehrer, Ono Chuichi, verwendete Fukuro Shinai Mitte des 18. Jahrhunderts verbessert und schuf das Vier-Segment-Shinai (Yotsuwari-Shinai) in ähnlicher Form, in der es heute noch verwendet wird. Die Schutzausrüstung entwickelte sich in der Zeit mehr und mehr zu dem heute noch verwendeten Bogu. (Itto-Ryu)[1]
- Chiba Shūsaku Narimasa, Gründer der Hokushin Ittō-ryū Hyōhō, welcher durch die Größe und Beliebtheit seiner Schule am Ende der Edo-Zeit stark zur Verbreitung des Trainings mit Shinai und Bogu beitrug. Viele Koryū übernahmen bald diese neue Art von Gekiken-Training (撃剣), welche es ermöglichte relativ realistische Duelle mit sehr geringer Verletzungsgefahr zu üben.
- Mit dem Ende des Tokugawa-Shōgunats 1867, welches über zwei Jahrhunderte überdauerte, wurde die Kriegerkaste abgeschafft. Anstatt von den Samurai wurde Kendō nun überwiegend von den Polizeikräften ausgeübt.
- Kendō wurde 1911 in japanischen Schulen als Pflichtfach eingeführt und verbreitete sich dadurch überall. Kritiker sagen, dass man Kendō benutzte, um aus japanischen Jungen bessere Soldaten im Dienste des Kaisers zu machen.
- Die Dai-Nippon Teikoku Kendō Kata, welche im Wesentlichen der heutigen Nihon Kendō Kata entspricht, wurde 1912 entwickelt, um eine Vereinheitlichung zu bewirken. Dabei orientierte man sich sehr an den Formen der Schwertschulen, die das Ende des Shōgunats überdauerten, und sie weist z. B. gewisse Ähnlichkeiten mit der Kata des Shinkage-Ryu auf.[1]
- Mit der Vereinheitlichung des Kendō zu Beginn des 20. Jahrhunderts fielen viele regional unterschiedliche Aspekte weg. Zuvor war Kendō von Provinz zu Provinz oftmals stark von den Stilen der verschiedenen ortsansässigen Koryū geprägt gewesen. Bis zur Wiedereinführung des Kendō nach dem Zweiten Weltkrieg verschwanden zudem nach und nach viele der ehemals gefährlichen Techniken aus den Kenjutsu-Wurzeln des Kendō, z. B. Ringen, Würfe, Fußfeger und Bodenkampf und Trefferzonen wie der obere Bereich des Brustpanzers. Auch die Ausübung der Angriffstechniken veränderte sich nach und nach bis 1952, als die oft groß ausgeführten Techniken im Kampf nun hauptsächlich klein wie heute ausgeübt wurden. Auch das Wechseln der Kamae während eines Kampfs war üblich. Um die Unterschiede zwischen dem heutigen und dem Kendō vor 1952 deutlich zu machen, spricht man auch hier gerne von „Pre-War Kendō“ (dt. Vorkriegskendō).
- Nach dem Zweiten Weltkrieg wurden viele Kampfkünste in Japan verboten. Für kurze Zeit wurde statt Kendō das Shinai Kyōgi praktiziert. Mit der Aufhebung dieses Verbots 1952 wurde der Alljapanische Kendō-Verband (Zen Nihon Kendō Renmei) gegründet. Dieser Verband widmet sich dem Erhalt und der Vereinheitlichung von Kendō und steuert gegebenenfalls kleine Änderungen (z. B. in der Kata).[1]

### Kendō im modernen Japan
Kendō wird in Japan heute sehr intensiv betrieben. Neben Sumo und Baseball ist es wohl eine der beliebtesten Sportarten überhaupt. Sehr verbreitet ist Kendō neben Judō als Schulsport und Universitätssport.
In Universitäten unterteilen sich die Kendō-Gruppen in jeweils einen Club (剣道部 kendōbu) und einen oder mehrere Zirkel (サークル sākuru).
Die Clubs stellen dabei die repräsentative Vereinigung der jeweiligen Universität dar und können von ihr Fördergelder erhalten. Aufgrund dieser Funktion ist die Erwartungshaltung entsprechend hoch, trainiert wird fast täglich.
Die Zirkel hingegen sind Privatvereine und dürfen ihre Universität nicht offiziell repräsentieren. Es wird normalerweise nicht so häufig wie in Clubs trainiert und auch die Intensität bzw. Niveau des Trainings ist meist geringer.
Nach der Universität geht es dann meist in den Vereinen der jeweiligen Firmen weiter, allerdings ist die Abbruchquote nach der Universität eine der höchsten. Große Förderung erfährt Kendō durch den Polizeisport. Polizisten, die sich dem Kendō verschreiben, können täglich, manchmal mehrmals täglich, als Teil ihres Dienstes trainieren.
Turniere gibt es auf allen Ebenen: Schul-, Universitäts-, Stadt-, Firmenturniere etc.

### Kendō in Europa
Seit 1974 gibt es Europäische Meisterschaften, die damals zum ersten Mal in Bletchley, England, stattfanden. Nach Deutschland kam Kendō Mitte der sechziger Jahre und fand zunächst unter Judō-Ausübenden erste Anhänger. Anfang der achtziger Jahre kam es nach Österreich und 1985 wurde in Wien die Austrian Kendō Association (AKA) gegründet. Eine ähnliche Entwicklung ist heute beim Naginatadō in Deutschland zu beobachten, welches seine Anhänger vorwiegend unter Kendōka findet.
Kendō erfreut sich in Europa zunehmender Beliebtheit. Dafür verantwortlich war die Auseinandersetzung mit der japanischen Kultur und dem Wunsch nach einer Erklärung für den wirtschaftlichen Erfolg Japans. Heute findet man zahlreiche Vereine, in denen dieser Sport praktiziert werden kann, und auch verschiedene Universitätssportgruppen haben Kendō in ihrem Programm.
siehe auch: Europäische Kendō-Föderation

## Ausrüstung

### Kleidung
Die traditionelle Bekleidung beim Kendō besteht aus Hakama und Keiko-Gi oder präziser Kendō-Gi. Die komplette Kleidung ist meist durch eine Färbung mit Indigo in einem dunklen Blau gehalten. Selten wird weiße Kleidung als Symbol spiritueller Reinheit verwendet. In Japan tragen Frauen oftmals weiße Hakama und Keiko-Gi.

### Bōgu (Rüstung)
Hauptartikel: Bōgu

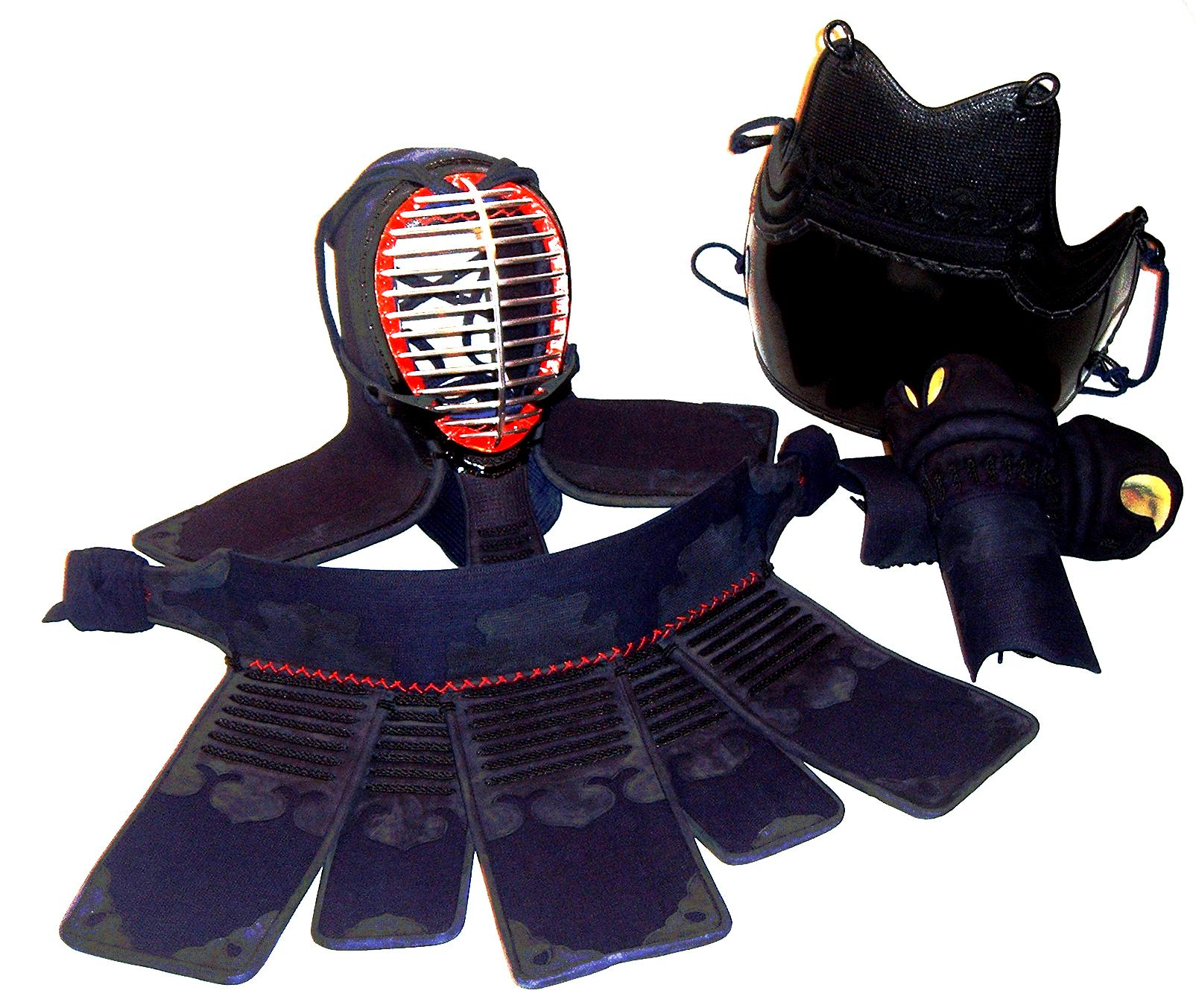
Komplette Rüstung

Die Schutzausrüstung besteht aus einem Kopfschutz (面, Men), dem Schutz für Hände und Unterarme (甲手, Kote – modern auch 小手 geschrieben), einem Rumpfschutz (胴, Dō) und dem Lendenschutz (垂れ, Tare).
Im Kendō-Wettkampf ist es das Ziel, mit dem Shinai eine der vier festgelegten Trefferzonen Kopf, Unterarme, Rumpf oder Kehle zu treffen.
Farbe und Musterung des Bauchteils, des Rumpfschutzes und die des Kopftuchs (Tenugui) sind dem Geschmack des Kendōka überlassen.

### Trainingswaffen
Während im damaligen Japan das Kenjutsu (剣術, die praktisch ausgerichtete Fertigkeit des Schwertkampfs) meist mit echten Waffen oder schweren Holzschwertern (木刀, Bokutō seltener auch 木剣, Bokken) geübt wurde, wird heute Kendō in der Regel mit Schutzausrüstungen (Bōgu) und Übungsschwertern aus vier Bambus-Lamellen (竹刀, Shinai) geübt. Einige Kendōka bevorzugen auch Carbon-Shinai, die wesentlich stabiler, biegsamer und teurer sind. Aufgrund ihrer hohen Biegsamkeit schwingen Carbon-Shinai allerdings auch stärker nach, wodurch z. B. Kopftreffer als besonders unangenehm wahrgenommen werden können.

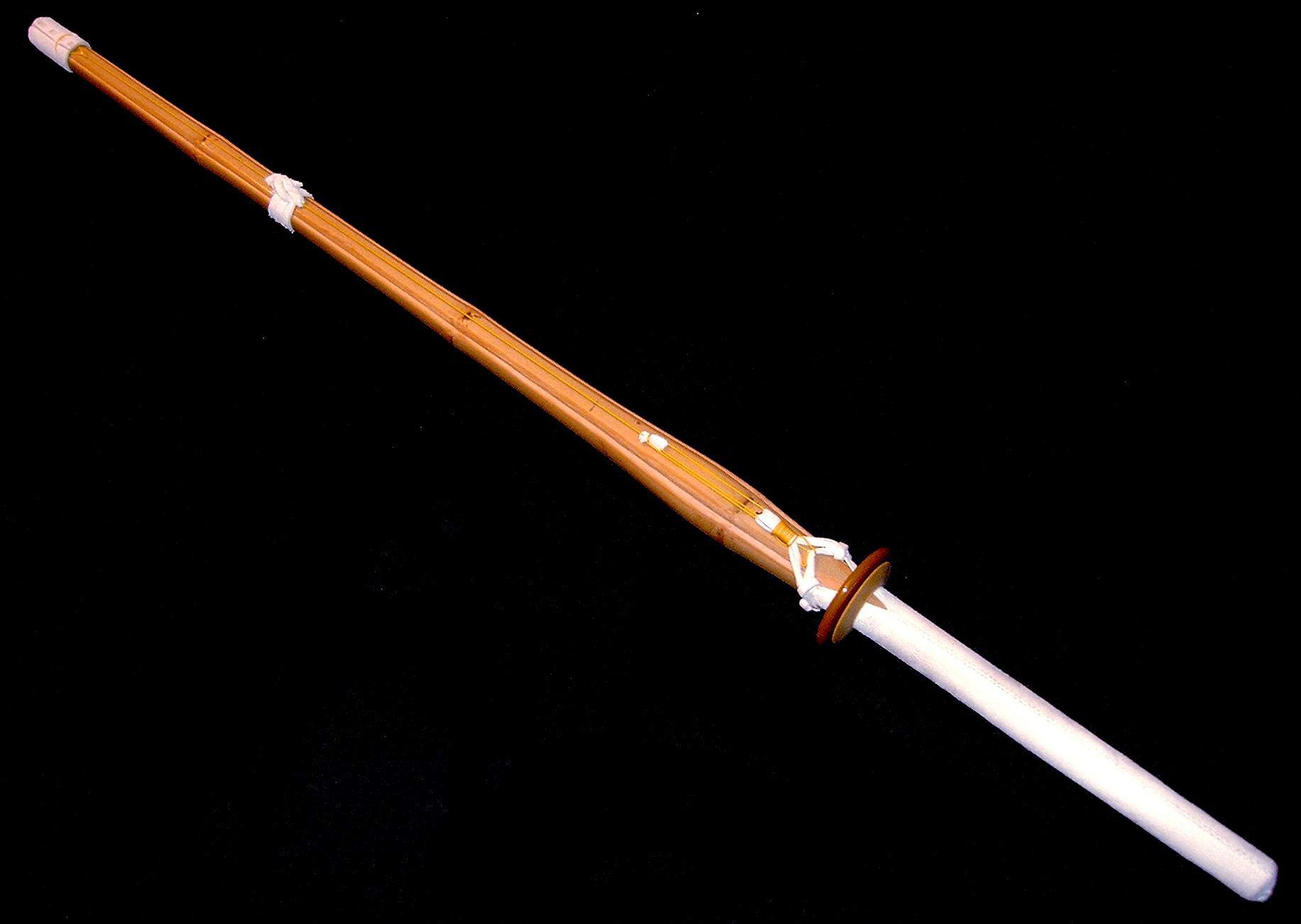
Shinai (竹刀)
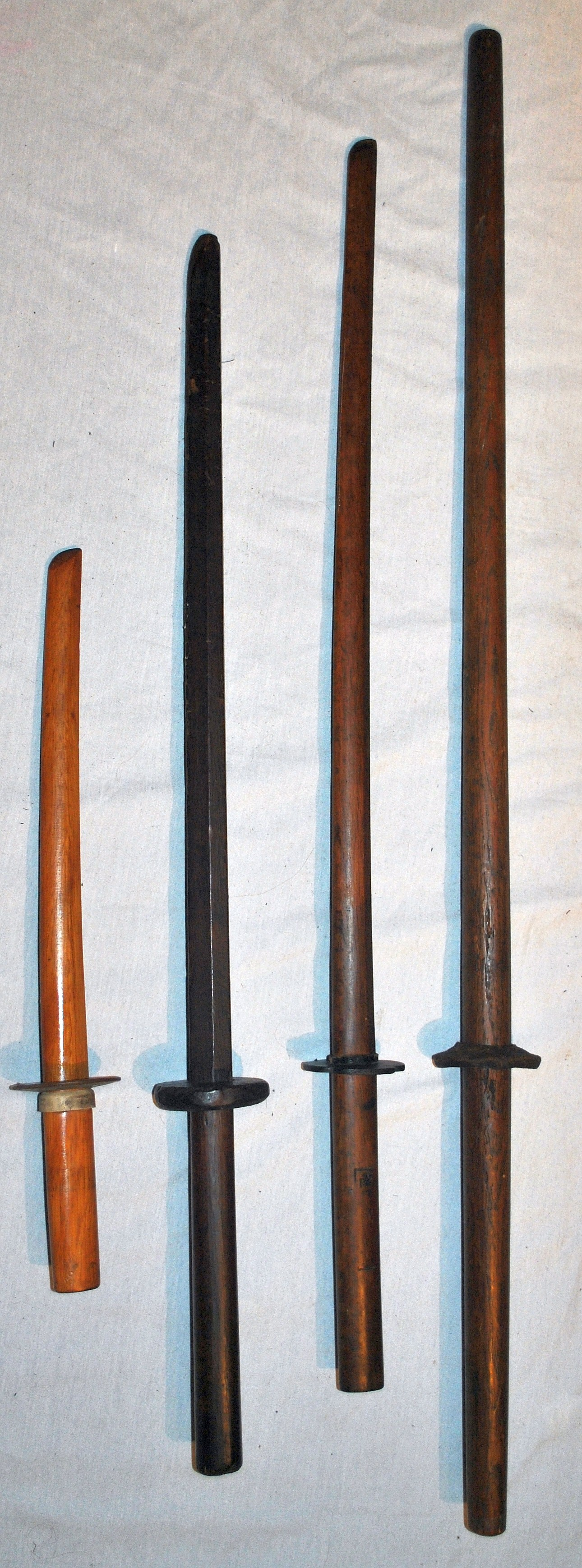
Bokutō (木刀)
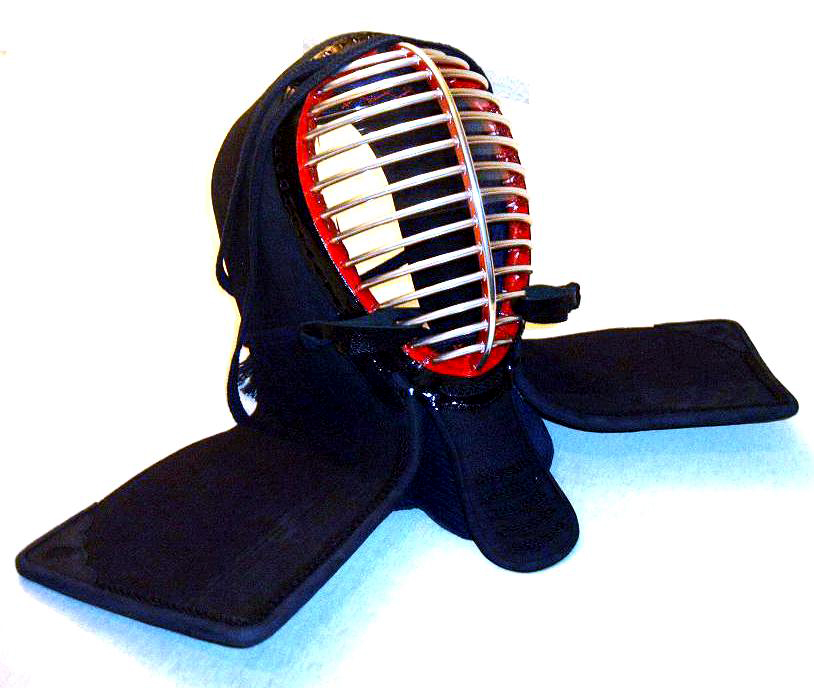
Men (面)
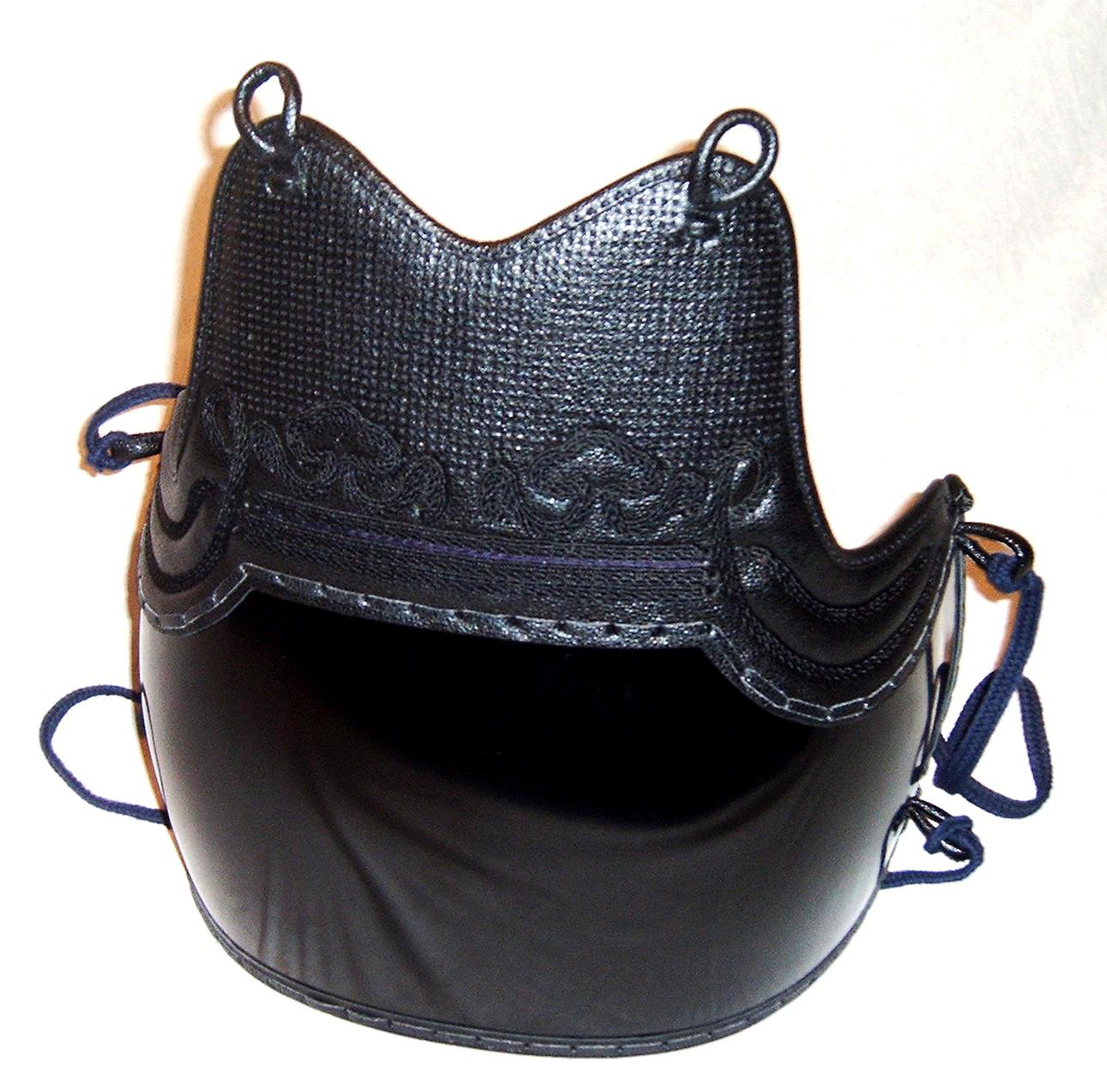
Dō (胴)
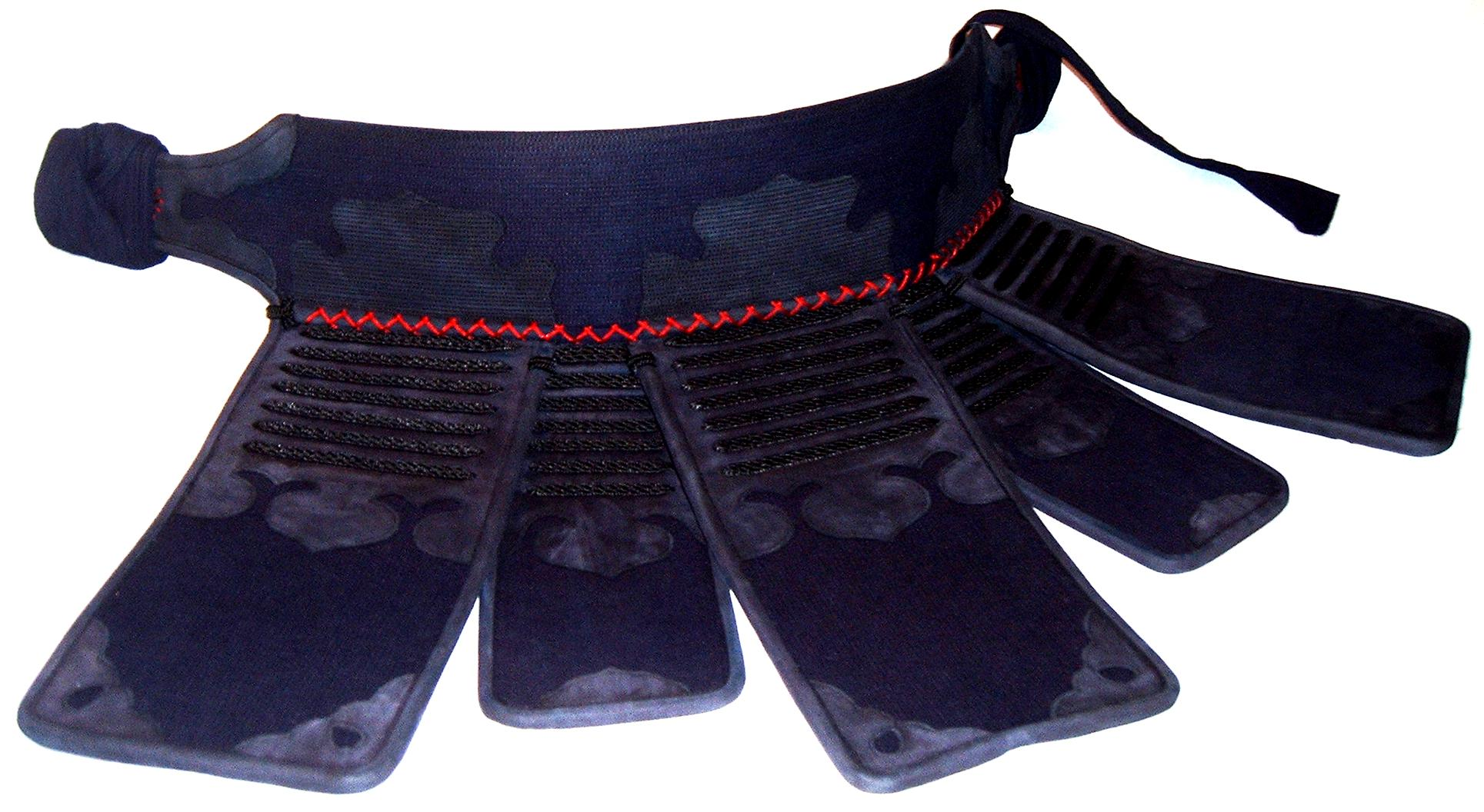
Tare (垂れ)
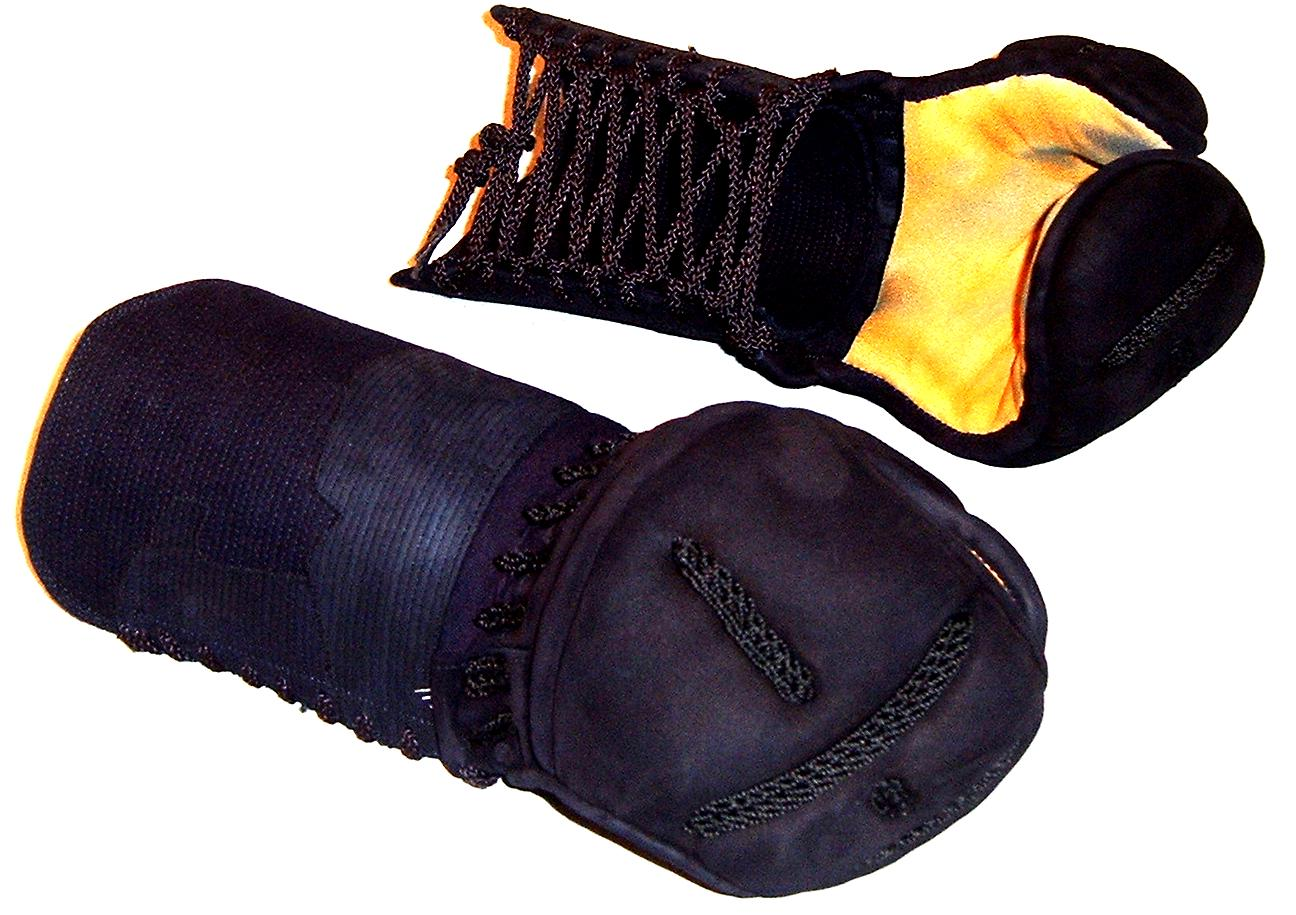
Kote (小手)

## Kendō-Praxis

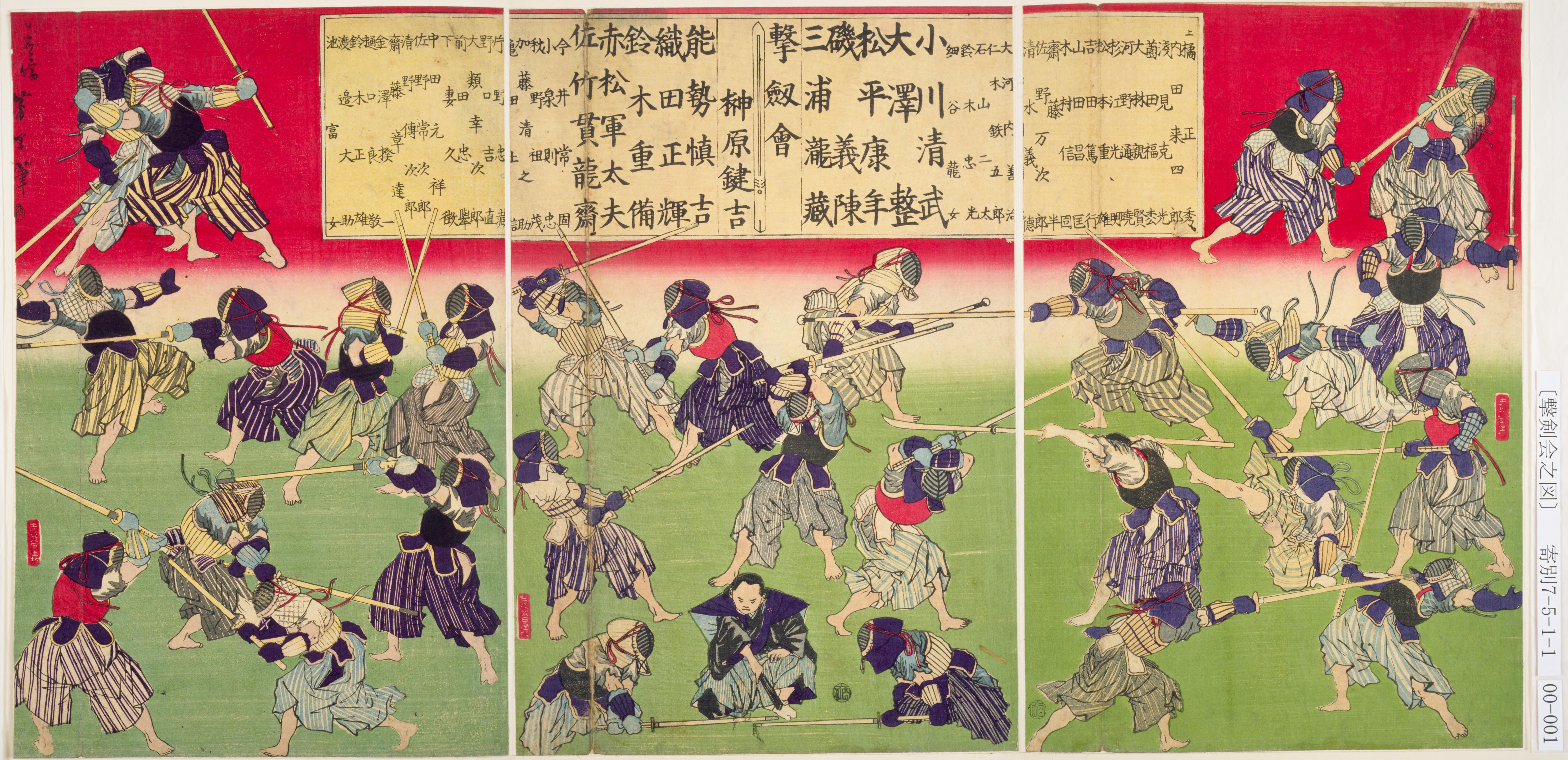
Kendō „Schwertkunst“, Yoshitoshi (1873)

### Die Kendō-Grundlagen

#### Reihō (Etikette)

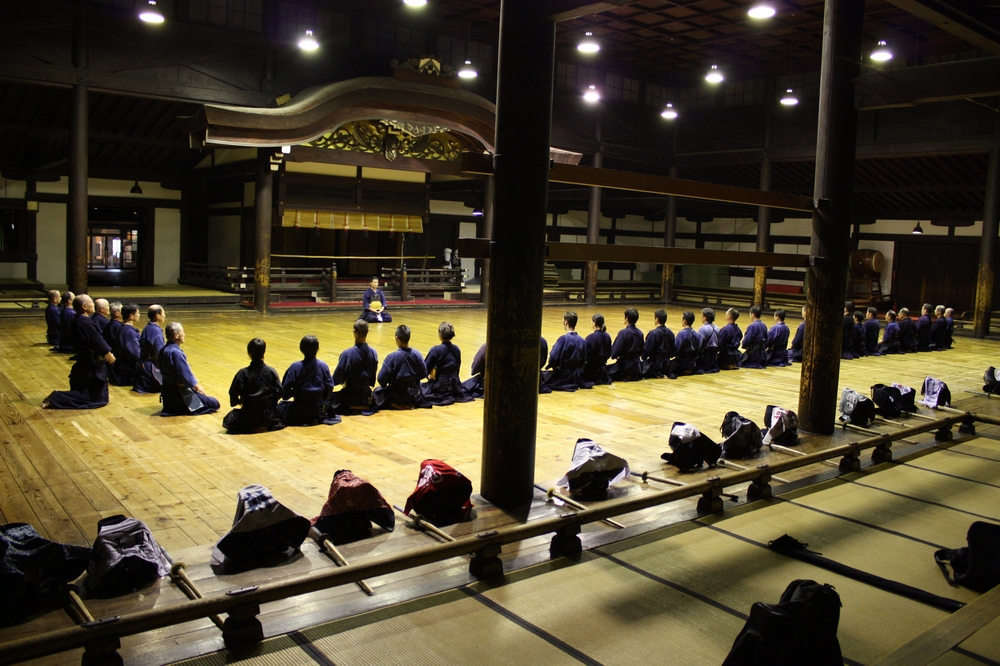
Abgrüßen im Kyu-Butokuden, Kyōto 2009

Im Kendō gibt es zahlreiche Verhaltensregeln, Reihō genannt, die teils aus historischen und teils aus praktischen Gründen entstanden sind und bis heute beibehalten werden. Die Ursprünge liegen in den in Japan üblichen Verhaltensweisen, etwa der Verbeugung zur Begrüßung, und haben buddhistische, konfuzianistische und auch shintoistische Wurzeln. Zu diesen Regeln gehört es, die Übungshalle ohne Schuhe zu betreten und sich beim Betreten und Verlassen der Halle (in der Regel in Richtung Ehrenseite) zu verbeugen. Die Ausrüstungsgegenstände eines anderen werden nicht berührt oder überstiegen. Jedes Üben beginnt und endet mit einer kurzen, einer Sitzmeditation ähnelnden Phase in Seiza-Haltung. Trainingspartner werden mit Respekt behandelt. Die Einzelheiten des Reihō können von Dōjō zu Dōjō leicht variieren. Die korrekte Ausführung des Reihō wird in Graduierungsprüfungen mit beurteilt.

#### Innere Einstellung
Die innere Einstellung ist beim Kendō sehr wichtig und unterscheidet sich von anderen Arten des Budō, da der Angriff früher erfolgt, sozusagen im Moment des Entstehens z. B. des gegnerischen Angriffs, wohingegen man in anderen Kampfkünsten wie Aikido etwas länger wartet. Beim Kendō gibt es keine echten Verteidigungen. Wenn überhaupt, wird hier auf den Gegner ein geistiger Druck (Seme) ausgeübt und zum Schlagen provoziert. Da dieser Schlag erwartet wird, kann eine Kontertechnik (Ōjiwaza) erfolgen. Ein anderer Ansatz des Angriffs sind die sogenannte Shikagewaza. Durch diese Techniken wird die Haltung des Gegners gebrochen, damit dem eigenen Schlag nichts im Wege steht und auch keine Kontertechnik erfolgen kann.
Im Moment des Schlags darf nicht gezögert werden, da sonst der Schlag nicht mit voller Überzeugungskraft ausgeführt wird. Es ist nicht wichtig, ob man selbst getroffen wird, sondern entscheidend ist der eigene Schlag. Auch im Wettkampf (試合 shiai) sollte dies die richtige Einstellung sein, denn:
Wer verteidigt, verpasst die Gelegenheit zum Angriff!

#### Kakegoe und Kiai (Kampfschrei)
Eine Vokalisierung ist beim Kendō sehr wichtig. Bei Grundtechniken, bei denen auf die Trefferflächen beim Kendō gezielt wird, werden gewöhnlicherweise die Trefferflächen laut gerufen (z. B.: Kote!, Men!, Do!), um zu vermitteln, dass der Treffer kein Produkt des Zufalls war, sondern mit voller Absicht und Überzeugung erzielt wurde.
Es gibt jedoch keine Vorschrift, die ein Kiai mit einem speziellen Wortruf vorschreibt, und es wird daher auch im Wettkampf nicht ständig so praktiziert. Dort sind es oft eher schrille Schreie, die der Einschüchterung des Gegners sowie dem Aufbau innerer Spannung dienen (Kakegoe). Im Moment des Treffens ist jedoch immer ein Kiai notwendig, um einen gültigen Treffer zu erzielen. (siehe unten Ki-ken-tai-ichi).
Anders ist es bei der Kata. Dort sind bestimmte Schläge vorgeschrieben, die vom Shidachi mit „To!“, vom Uchidachi mit „Ya!“ zu begleiten sind.

#### Ki-ken-tai-itchi
Ein wichtiger Aspekt des Kendō ist das Ki-ken-tai-itchi (気剣体一致), die Einheit von Geist (symbolisiert durch das Kiai, den Schrei), Körper (symbolisiert durch das Fumikomiashi, einen sprungähnlichen Stampfschritt) und Schwert. Verallgemeinernd kann man sagen, dass beim Kendō „aus der Hüfte“ und nicht, wie oft fälschlich angenommen, hauptsächlich mit den Armen geschlagen wird.
Bei der Kata, dem Kirikaeshi und bei manchen Grundübungen wird statt des Fumikomiashi auch Tsugiashi verwendet. Bei diesem gleitenden Schritt ist der entscheidende Moment der, bei dem die Zehen des linken Fußes auf der Höhe der rechten Ferse zum Stehen kommen.

### Übungen und Grundtechniken

#### Suburi
Suburi sind Bewegungsübungen mit dem Shinai, die ohne Partner ausgeführt werden. Beim Kendō werden folgende Suburi in verschiedenen Variationen, manchmal auch einhändig (Katate), geübt:
- Jōgeburi (großer, weit ausgeholter Schlag bis auf Kniehöhe durchgezogen)
- Nanameburi (schräger, großer Schlag)
- Shōmen-uchi (großer, weit ausgeholter gerader Schlag auf Stirnhöhe)
- Sayūmen-uchi (schräger Schlag auf die Schläfe)
- Haya suburi oder Choyaku suburi (schnelle, gesprungene Suburi, von hayai – schnell oder chōyaku – springen)
- Koshi-Suburi (breiter Stand mit Beugung der Kniegelenke bei geradem Oberkörper)
- Yokomen-Uchi (Schlag über die Schulter mit weit ausholender Drehbewegung)

#### Fußarbeit
Die Fußarbeit (Ashi-Sabaki) ist ein wichtiger Bestandteil des Kendō. In der Grundstellung (Kamae) steht in der Regel der rechte Fuß vorne und der linke Fuß steht mit der großen Zehe auf Höhe der rechten Ferse. Die linke Ferse ist leicht angehoben. Aus dieser Fußstellung erfolgen alle Schrittbewegungen:
1. Ayumi-Ashi: entspricht dem normalen Gehen. Rechter und linker Fuß werden abwechselnd vorgezogen.
2. Okuri-Ashi: Der Fuß, der in der Bewegungsrichtung vorne steht, wird als erster gesetzt, der zweite zieht nach. Eine besondere Form des Okuri-Ashi ist der Stampfschritt (Fumikomi-Ashi). Bei dieser Form wird der erste (rechte) Fuß mit einem kräftigen Stampfen aufgesetzt. Dies geschieht gleichzeitig mit dem Treffer des Shinai und dem Kiai. (Siehe:Ki-Ken-Tai-Ichi)
3. Hiraki-Ashi: ermöglicht das Ausweichen und stellt die korrekte Fußstellung wieder her.
4. Tsugi-Ashi: ermöglicht durch ein schnelles Vorziehen des hinteren Fußes einen Angriff aus weitem Abstand (Toma). Es folgt ein Fumikomi-Ashi.

#### Partnerübungen

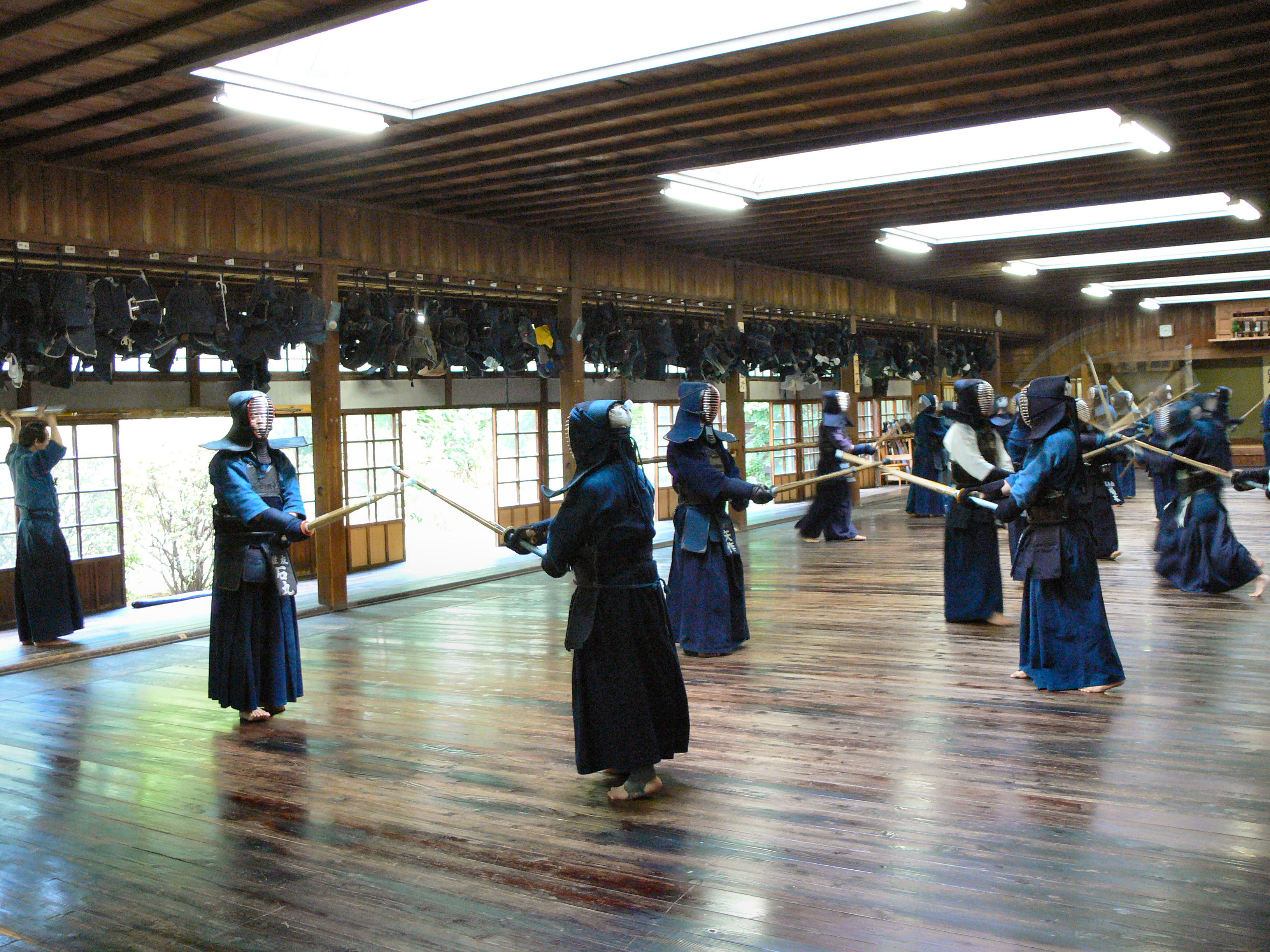
Kendoka bei Partnerübungen, Noma Dōjō 2006

Neben Suburi und Übungen der richtigen Fußtechniken sind diese Partnerübungen eine wichtige Grundlage des Kendo-Trainings:
- Die Standardpartnerübung des Kendō ist das Kirikaeshi.
- Beim Uchikomi wird der Partner wiederholt mit Grundtechniken, Okuri-Ashi und Fumikomi angegriffen.

#### Kihon-Waza (Grundtechniken)
Die Grundtechniken beim Kendō nennt man Kihon-waza. Dazu zählen:
1. Shomen-Uchi – der gerade Hieb zum Kopf (Men)
2. Kote-Uchi – der Hieb zum Handgelenk (Kote)
3. Do-Uchi – der Hieb zur Bauchseite (Do)
4. Tsuki – der Stoß zur Kehle (Tsuki).

### Kata (Form)

#### Nihon-Kendō-Kata
Neben dem Wettkampf und dem Training mit dem Shinai gibt es die Kata, der einzige Verwendungsbereich von Bokutō beziehungsweise Katana im heutigen Kendō. Dies sind von zwei Personen ohne Rüstung ausgeführte Techniken, die bestimmten zeremoniellen Formen, beispielsweise das An- und Abgrüßen, unterliegen. Alle von beiden Personen auszuführenden Aktionen sind fest in Art und Reihenfolge festgeschrieben. Bei den Kata gibt es immer einen Lehrer (Uchidachi) und einen Schüler (Shidachi). Der Lehrer führt grundsätzlich immer den ersten Schlag aus, der Schüler immer den letzten, der ihn zum „Sieger“ deklariert. Es kommt bei den Kata aber nicht auf das „Gewinnen“ an, sondern auf eine möglichst saubere und flüssige Ausführung der Techniken. Daher sind Kata sehr nützlich zum Trainieren und Verfeinern der einzelnen Techniken, ähnlich dem Lektionieren beim Fechten.
Die Nihon-Kendō-Kata (日本剣道形) wurde vor etwas über 100 Jahren aus den Formen verschiedener alter japanischer Fechtstile (Kenjutsu, Koryū) zusammengestellt und wird noch heute geübt. Besonderen Einfluss nahmen dabei jedoch die noch heute existierenden Schulen, Nakanishi-ha Ittō-ryū und Hokushin Ittō-ryū, deren Gogyō no Kata große Ähnlichkeiten beziehungsweise Überschneidungen mit der Nihon-Kendō-Kata haben, da das moderne Kendo und auch die Kata vornehmlich von diesen beiden Schulen geprägt wurde. Schüler dieser Schulen, welche die Kendo-Kata stark beeinflussten waren unter anderem Takano Sasaburo (Nakanishi-ha Ittō-ryū; Hokushin Ittō-ryū), Naito Takaharu (Hokushin Ittō-ryū) und Monna Tadashi (Hokushin Ittō-ryū).

#### Kihon-waza Keiko-ho
Die Übungsmethode der Kendō-Grundtechniken mit dem Bokutō (jap. Bokutō ni yoru Kendō Kihon-waza Keiko-hō) vermittelt dem Kendōka grundsätzliche Prinzipien des Kampfs mit einem Schwert und ergänzt so das Training mit dem Shinai. In neun Formen werden Grundtechniken vermittelt. Dabei wird wie in der Nihon-Kendō-Kata an- und abgegrüßt. Die Übenden werden „Motodachi“ und „Kakarite“ genannt. Alle Formen werden in der Chudan-no-kamae ausgeführt. Nach der Ausführung der Technik wird Zanshin ausgeführt.
1. Kihon: Ippon-Uchi-no-Waza (Sho-Men, Kote, Do, Tsuki)
2. Kihon: Ni-San-Dan-no-Waza (Kote-Men) bzw. Renzoku-Waza (Kote-Men)
3. Kihon: Harai-Waza (Harai-Men)
4. Kihon: Hiki-Waza, Tsuba-Zerai (Hiki-Do)
5. Kihon: Nuki-Waza (Men-Nuki-Do)
6. Kihon: Suriage-Waza (Kote-Suriage-Men)
7. Kihon: Debana-Waza (Debana-Kote)
8. Kihon: Kaeshi-Waza (Men-Kaeshi-Do)
9. Kihon: Uchi-Otoshi-Waza (Do-Ushi-Otoshi-Men)

Diese Kihon-Übungsformen wurden von 1999 bis 2002 unter Vorsitz von Ota Tadanori (Hanshi 8. Dan) entwickelt und 2003 vorgestellt. Seit 2016 sind die Formen Bestandteil der deutschen Kyū-Prüfungsordnung.

### Graduierungen
Im Deutschen Kendobund (DKenB) gibt es sechs Schülerstufen (Kyū-Grade), beginnend mit dem 6. Kyū als niedrigstem und endend mit dem 1. Kyū als höchstem Grad. Die Schülergrade werden durch eine Prüfung erreicht. Anschließend beginnen die eigentlichen Graduierungen (Dan-Grade). Die Zen Nihon Kendō Renmei (全日本剣道連盟 englisch All Japan Kendo Federation) kennt offiziell zehn Kyū-Grade und zehn Dan-Grade. Die Schülergrade werden in Japan hauptsächlich für die Kinder verwendet, da man schon relativ jung mit Kendō beginnt.
Die Mindestabstände zwischen den Prüfungen betragen nach der Prüfungsordnung des Deutschen Kendo-Bundes für Schülergrade vom 6. Kyū zum 5. Kyū mindestens drei Monate und ab dem 5. Kyū jeweils ein halbes Jahr. Die Prüfung zum 1. Dan darf man ein Jahr nach der letzten Prüfung ablegen. Alle weiteren Prüfungen erfordern eine Wartezeit vom aktuellen Dan-Grad in Jahren, wobei man die Wartezeit trainierend verbringen sollte, da man sonst die Prüfung nicht bestehen wird.
Beim Kendō ist der 8. Dan (Hachidan) der höchste durch eine Prüfung zu erlangende Grad. Diese Prüfung wird zweimal pro Jahr in Japan abgehalten (Frühjahr und Herbst), und es bestehen weniger als 1 % der Teilnehmer. Der neunte und der zehnte Dan werden nicht mehr verliehen. Beide Grade waren bis zur Änderung der Zen Nihon Kendō Renmei Statuten nur durch Nominierung zu erreichen.
Im Gegensatz zu vielen anderen Budō-Disziplinen (Judō, Karate-dō etc.) ist die jeweilige Graduierung eines Kendōka nicht an der Kleidung erkennbar. Ebenso werden die Dan-Grade im Gegensatz zu vielen anderen Budō-Sportarten nicht verliehen. Jeder Grad muss durch eine Prüfung erlangt werden.
Weiterhin gibt es noch Ehrentitel (Shōgō), welche das besonders herauszuhebende Verständnis für Kendō beziehungsweise die besonderen Verdienste und Leistungen eines Kenshi indizieren:
- Renshi (ab 6. Dan möglich) frühestens ein Jahr nach der Prüfung zum 6. Dan
- Kyōshi (ab 7. Dan möglich) frühestens zwei Jahre nach der Prüfung zum 7. Dan
- Hanshi (ab 7. Dan beziehungsweise 8. Dan möglich).

### Stilarten
Neben dem klassischen Kendō-Stil im Chudan-no-Kamae haben sich zwei Varianten etabliert.

#### Jodan
Beim Jōdan-Stil wird das Hidari Jōdan-no-Kamae verwendet. Das Schwert ist dabei über dem Kopf erhoben, der Angriff erfolgt hierbei durch ein Fumikomi-ashi mit dem vorderen linken Fuß. Dadurch wird eine große Angriffsreichweite erreicht. Zusätzlich greifen einige Kämpfer aus dieser Position gerne einhändig (Katate) an, um die Reichweite zusätzlich zu erhöhen.
Seltener gibt es auch Jodan-Kämpfer, die im normalen Kendō-Stand stehen und von dort aus zum Migi Jōdan-no-Kamae übergehen, dabei aber die Hand wechseln, so dass die linke Hand das Shinai vorne unter dem Tsuba greift. Dieser Jodan-Stil wird auch Gyaku-Jōdan genannt.

#### Nitō

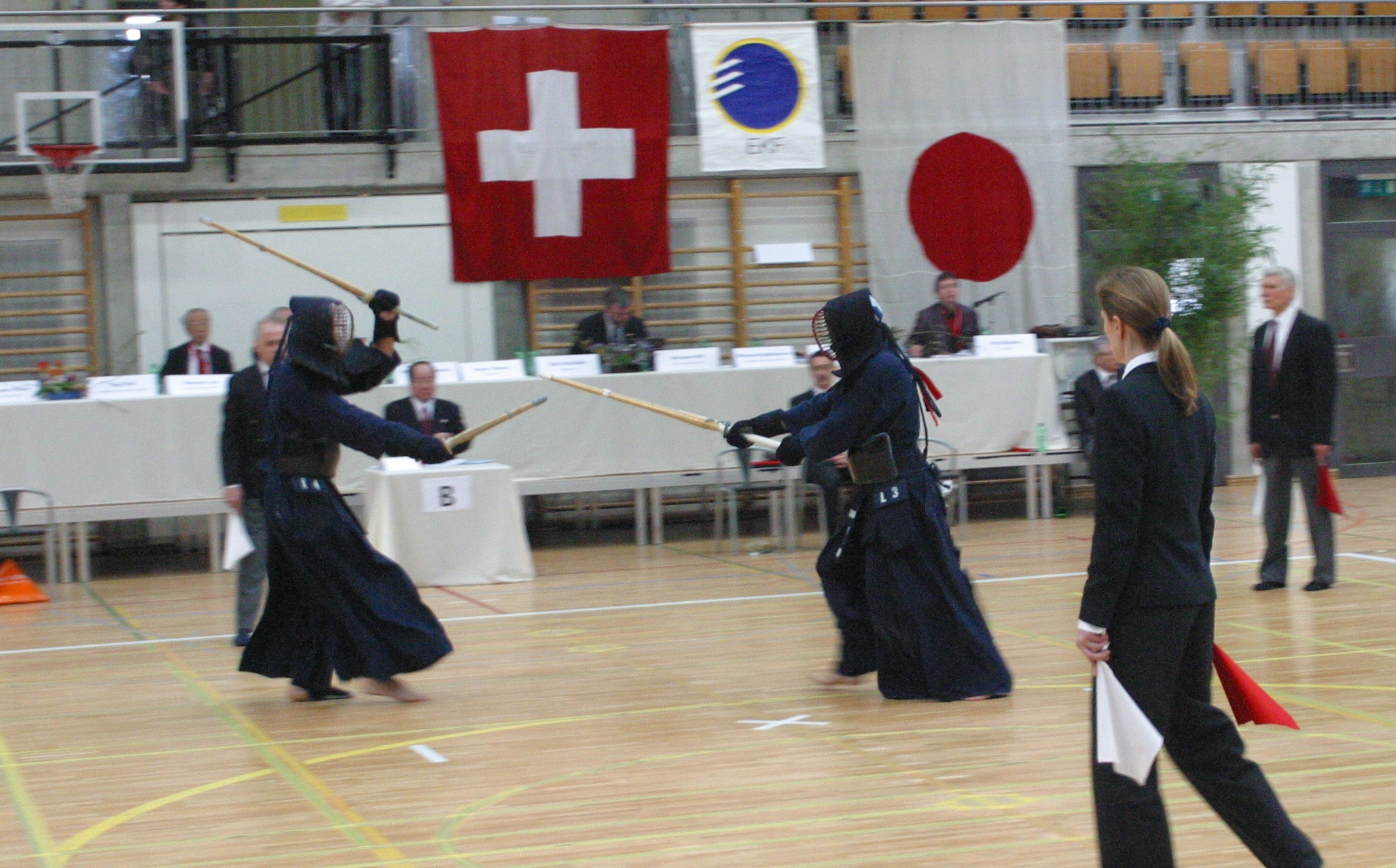
Links Nitō, rechts Chudan.

Beim Nitō-Stil wird mit zwei Schwertern gekämpft (二刀 nitō, deutsch ‚zwei Schwerter‘), d. h. wie in der Niten Ichiryū von Miyamoto Musashi benutzen sie ein kürzeres Lang- (Daitō) und ein Kurzschwert (Shōtō) gleichzeitig. Das Kurzschwert wird dabei vor dem Körper gehalten und zur Ablenkung, Abwehr und zum Brechen des Kamae des Gegners benutzt, während das lange Shinai über den Kopf erhoben darauf wartet, auf freigelegten Trefferstellen zu punkten. Das Shōtō kann auch zu Ippon (Treffern) führen, wird aber außerhalb Japans meistens unwissentlich weitgehend nicht gewertet. Dabei ist es dem Kämpfer überlassen, ob er das lange Shinai mit der linken oder der rechten Hand benutzt und in welchem Teil er den Tsuka des langen Shinai greift. Ebenfalls ist die Fußstellung dabei freigestellt. Es gibt nur sehr wenige Kendōka, die diesen Stil anwenden.

### Shiai (Wettkampf)
Hauptartikel: Kendō-Wettkampf

Die Kendō-Trefferzonen: 1. Men, 2. Hidari, 3. Tsuki, 4. Hidari-Kote, 5. Hidari-Do, 6. Migi-Men, 7. Kote, 8. Migi

Der Wettkampf stellt den wesentlichen Unterschied von Kendō zu den traditionellen japanischen Schwertkampfstilen dar. Es gibt Meisterschaften auf allen Ebenen als Einzel- oder Mannschaftsmeisterschaften. Ein paar der bedeutendsten Meisterschaften sind:
- All-japanische Meisterschaft
- Japanische High-School-Meisterschaft
- Japanische Universitätsmeisterschaft
- Weltmeisterschaft
- Europameisterschaft.

Frauen haben getrennte Meisterschaften; aufgrund von Teilnehmermangel findet in Europa
auf Länderebene nicht immer eine Trennung zwischen Männern und Frauen statt.